# Kostów
Kostów (deutsch: Kostau) ist ein Ort der Stadt- und Landgemeinde Byczyna im Powiat Kluczborski der Woiwodschaft Opole in Polen.

## Geographie
Kostów liegt im Kreuzburger Land an der Grenze zu Großpolen. Es bildet die nördlichste Gemarkung Oberschlesiens. Nördlich von Kostów liegt die Grenze zur Woiwodschaft Großpolen, östlich die Grenze zur Woiwodschaft Łódź, etwa acht Kilometer nordwestlich vom Byczyna (Pitschen), 25 Kilometer nordwestlich von Kluczbork und 73 Kilometer nordöstlich von Oppeln (Opole) am Proschlitzer Bach (polnisch Pratwa) der östlich des Dorfes in die Prosna fließt. Durch den Ort verläuft die Landesstraße 11. Mit der Haltestelle Kostów besitzt der Ort einen Anschluss an die Bahnstrecke Kluczbork–Poznań. 
Nachbarorte von Kostów sind im Norden Siemianice  (Schimianitz ), im Osten Chróścin, im Südosten Gołkowice (Golkowitz), im Süden Ciecierzyn (Neudorf), im Südwesten Miechowa (Omechau) und im Westen Janówka (Janowka). 

## Geschichte

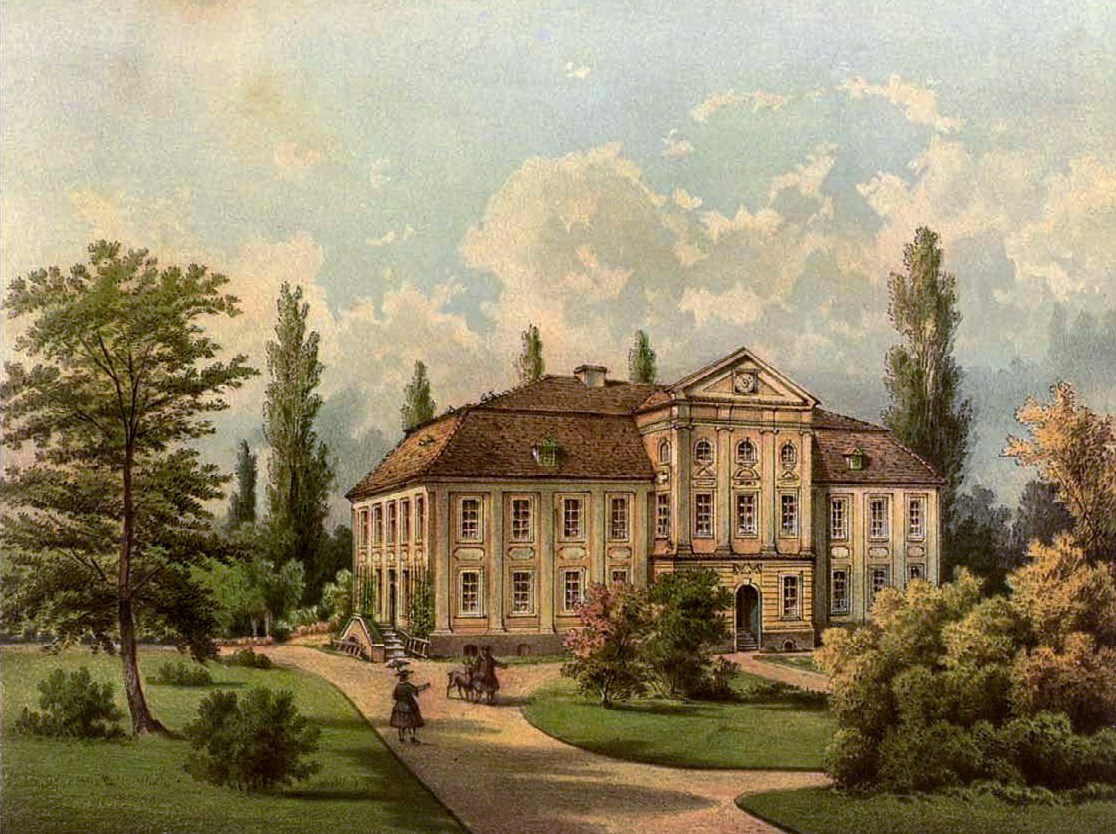
Schloss Kostau um 1870

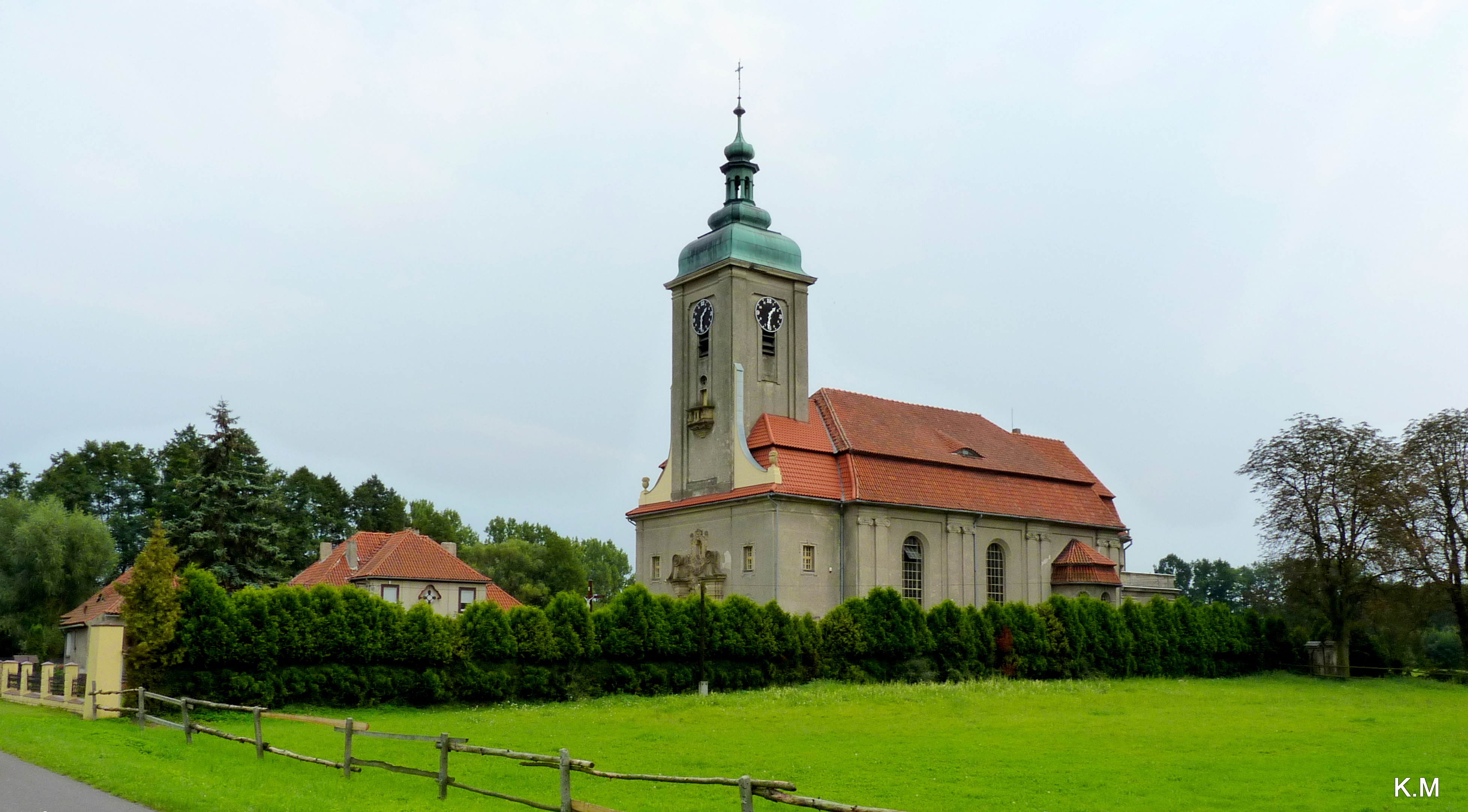
Kirche St. Augustinus

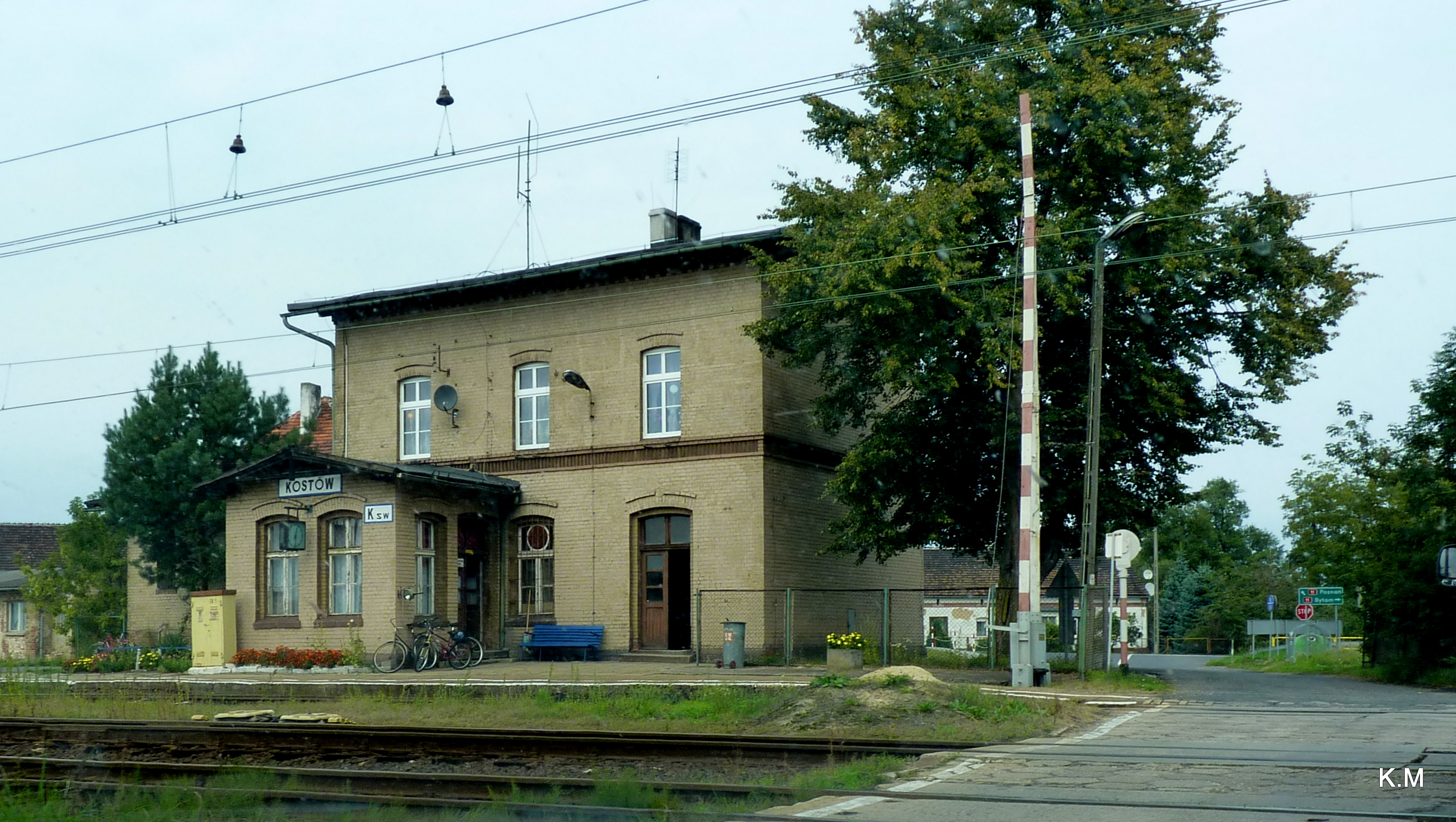
Bahnhof Kostów

Das Dorf wird 1405 erstmals als Costaw erwähnt. Der slawische Name Kostów bedeutet Lieblingsort.
Ende des 18. Jahrhunderts wurde das barocke Schloss Kostau für Friedrich von Strachwitz erbaut.
Eine Schrotholzkirche wurde 1804 erbaut, in der ein Klappaltar aufgestellt wurde, der bereits 1519 aus Lowkowitz nach Kostau kam und im Vorgängerbau stand. 1820 wurde eine evangelische Kirche eingerichtet. 1845 bestanden im Dorf ein Schloss, die evangelische Schrotholzkirche, eine evangelische Schule, eine Brauerei, eine Brennerei und weitere 54 Häuser. Im gleichen Jahr lebten in Kostau 432 Menschen, davon 187 katholisch und 6 jüdisch. 1861 lebten in Kostau 541  Menschen. 1874 wurde der Amtsbezirk Kostau gegründet. Erster Amtsvorsteher war der Kgl. Kammerherr und Rittergutsbesitzer Heinrich von Aulock.
1933 lebten in Kostau 600, 1939 wiederum 558 Menschen. Bis 1945 gehörte das Dorf zum Landkreis Kreuzburg O.S.
Als Folge des Zweiten Weltkriegs fiel Kostau 1945 wie der größte Teil Schlesiens unter polnische Verwaltung. Der Ort wurde in Kostów umbenannt und der Woiwodschaft Schlesien angeschlossen. 1950 wurde es der Woiwodschaft Oppeln eingegliedert. 1955 brannte das Schloss Kostau aus. Zwischen 1957 und 1958 wurde es vereinfacht wiederaufgebaut. 1965 wurde die Schrotholzkirche geschlossen und abgebaut. 1977 wurde das Gotteshaus in der Ortschaft Mallnie im Powiat Krapkowicki wiederaufgebaut. 1999 kam der Ort zum neu gegründeten Powiat Kluczborski (Kreis Kreuzburg).

## Sehenswürdigkeiten
- Das Schloss Kostau wurde Ende des 18. Jahrhunderts erbaut. Das Gebäude besaß einen rechteckigen Grundriss, zwei Geschosse und ein Mansardendach. An der Nordfront befand sich ein Giebel mit Ornamenten im barocken Stil. Um 1900 wurde das Gebäude umgebaut und durch einen Turm ergänzt. 1955 wurde das Schloss durch einen Brand zerstört. Beim Wiederaufbau zwischen 1957 und 1958 wurden die ehemaligen barocken Ornamente nicht rekonstruiert. Das Gebäude erhielt zusätzlich ein drittes Geschoss und wurde einfach verputzt.[4] 1965 wurde das Gebäude unter Denkmalschutz gestellt.[9]
- Südlich anschließend befindet sich der Schlosspark, welcher seit 1976 unter Denkmalschutz steht.[9]
- Die römisch-katholische Kirche St. Augustinus (poln. Kościół św. Augustyna) wurde zwischen 1909 und 1911 im neobarocken Stil erbaut. Die Kirche steht seit 2012 unter Denkmalschutz.[9]
- Empfangsgebäude des Bahnhofs Kostów
- Gebäude des ehemaligen Gasthauses am Bahnhof
- Wegekapelle

## Persönlichkeiten
- Gerhard Richter (1915–2012 oder 2013), deutscher Kirchenhistoriker